# نورعين (شمس أباد)
نورعین (بالفارسية: نورعین) هي قرية تقع في إيران في مركزي. يقدر عدد سكانها بـ 52 نسمة بحسب إحصاء 2016.